# Nephodia pieria
Nephodia pieria là một loài bướm đêm trong họ Geometridae.